# Paula Maria Ivănescu
Paula Maria Ivănescu (n. 29 octombrie 1946, Ploiești, România) este un fost senator român în legislatura 2004-2008 aleasă senator în circumscripția electorală nr. 31 Prahova pe listele partidului PD. Paula Maria Ivănescu a fost deputat în legislaturile 1992-1996, 1996-2000, 2000-2004 pe listele PD. În legislatura 1996-2000, a fost membru în grupurile parlamentare de prietenie cu Republica Populară Chineză și Republica Coreea; în legislatura 2000-2004, a fost membru în grupurile parlamentare de prietenie cu Republica Populară Chineză și Regatul Hașemit al Iordaniei iar în legislatura 2004-2008, a fost membru în grupurile parlamentare de prietenie cu Republica Serbia, Regatul Maroc și Marele Ducat de Luxemburg.
Paula Maria Ivănescu este de profesie inginer chimist.